# 大島和子
大島 和子（おおしま かずこ、1948年 - ）は、元アマチュアレスリング選手。
日本における女子レスリング選手第1号である。日本体育大学体育学部卒業。
元々は高校1年から講道館で柔道を始め、最高段位は三段だった。城西高校の教員時代の1985年、女子レスリングの開拓を進める日本レスリング協会により女子レスリング選手第1号となりフランスのクレルモン＝フェラン国際大会に出場。日本・フランス・ベルギーの3ヶ国のみの大会であったが、柔道時代の癖が抜け切れず初体験故の惨敗を喫した。
しかし、この大会の経験を活かしてコーチに転じ、1989年に清水美弥子を世界選手権金メダルへと導いた。
2001年退任。